# Завидовићи
Завидовићи су градско насеље и сједиште истоимене општине у централном дијелу Босне и Херцеговине, који се налази између Добоја и Зенице, те лежи на три ријеке: Босна, Криваја и Гостовић. Административно је дио Зеничко-добојског кантона Федерације Босне и Херцеговине. Према подацима пописа становништва 2013. године, у Завидовићима је пописано 8.174 лица.

## Становништво
|                      | 2013.          | 1991.           | 1981.           | 1971.           |
| Укупно               | 8 174 (100,0%) | 12 947 (100,0%) | 11 444 (100,0%) | 9 366 (100,0%)  |
| Бошњаци              | 6 351 (77,70%) | 5 029 (38,84%)1 | 3 788 (33,10%)1 | 3 803 (40,60%)1 |
| Хрвати               | 691 (8,454%)   | 1 827 (14,11%)  | 2 056 (17,97%)  | 2 441 (26,06%)  |
| Роми                 | 290 (3,548%)   | –               | 267 (2,333%)    | 6 (0,064%)      |
| Срби                 | 287 (3,511%)   | 3 191 (24,65%)  | 2 538 (22,18%)  | 2 624 (28,02%)  |
| Босанци              | 276 (3,377%)   | –               | –               | –               |
| Неизјашњени          | 100 (1,223%)   | –               | –               | –               |
| Босанци и Херцеговци | 52 (0,636%)    | –               | –               | –               |
| Муслимани            | 46 (0,563%)    | –               | –               | –               |
| Остали               | 33 (0,404%)    | 672 (5,190%)    | 108 (0,944%)    | 110 (1,174%)    |
| Албанци              | 24 (0,294%)    | –               | 17 (0,149%)     | 6 (0,064%)      |
| Непознато            | 12 (0,147%)    | –               | –               | –               |
| Црногорци            | 6 (0,073%)     | –               | 106 (0,926%)    | 73 (0,779%)     |
| Југословени          | 5 (0,061%)     | 2 228 (17,21%)  | 2 550 (22,28%)  | 284 (3,032%)    |
| Македонци            | 1 (0,012%)     | –               | 3 (0,026%)      | 2 (0,021%)      |
| Словенци             | –              | –               | 11 (0,096%)     | 17 (0,182%)     |

1. 1 На пописима од 1971. до 1991. Бошњаци су пописивани углавном као Муслимани.

## Спорт
- РК Криваја Завидовићи

## Познате личности
- Ахмет Фетахагић, народни херој Југославије
- Сафет Сушић, фудбалер и тренер
- Венио Лосерт, рукометни голман
- Марио Бартоловић, фидбалер
- Шефик Џаферовић, политичар и правник
- Аида Чорбаџић, оперска певачица